# Maurice Vertongen
Maurice Jean Joseph Vertongen (ur. 7 maja 1886 w Ixelles – zm. 27 marca 1964 w Monako) – belgijski piłkarz grający na pozycji napastnika. Był reprezentantem Belgii.

## Kariera klubowa
Swoją karierę piłkarską Vertongen rozpoczął w klubie Athletic & Running Club. W sezonie 1904/1905 zadebiutował w jego barwach w pierwszej lidze belgijskiej. W 1905 roku przeszedł do Racing Club de Bruxelles. W sezonie 1906/1907 wywalczył z nim wicemistrzostwo, a w sezonie 1907/1908 - mistrzostwo Belgii. W sezonach tych został też królem strzelców ligi, strzelając odpowiednio 29 i 23 gole. W 1909 roku został zawodnikiem Royale Union Saint-Gilloise. W sezonie 1909/1910 został z nim mistrzem kraju oraz królem strzelców ligi z 36 strzelonymi bramkami. W 1911 roku zakończył karierę.

## Kariera reprezentacyjna
W reprezentacji Belgii Vertongen zadebiutował 9 maja 1907 w wygranym 2:1 meczu Rotterdamsch Nieuwsblad Beker z Holandią, rozegranym w Haarlemie. Od 1907 do 1911 rozegrał w kadrze narodowej 6 meczów i strzelił 1 gola.